# Himorogi

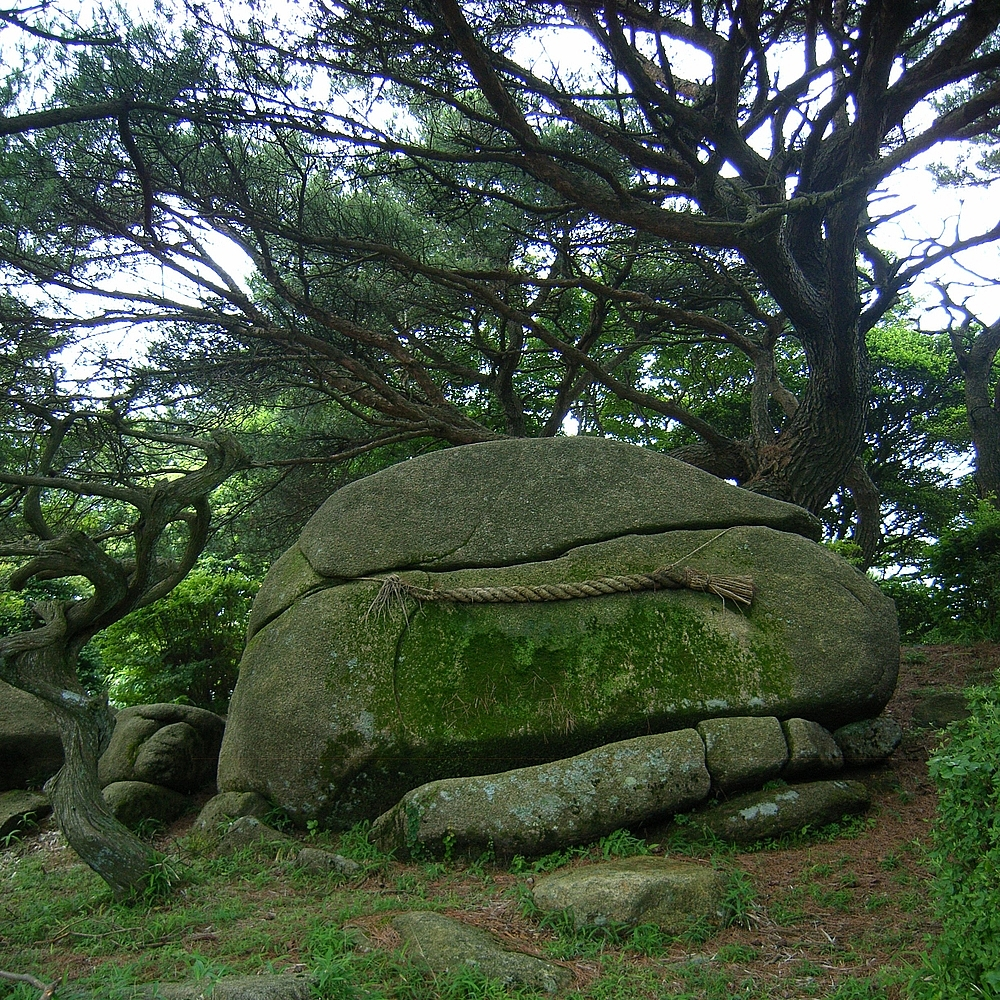
Himorogi.

Un himorogi (神籬?) es el espacio sagrado o altar según la religión Shintō. Estos espacios están demarcados con ramas de sakaki en sus esquinas.
Antiguamente, los japoneses creían que los elementos de la naturaleza: las montañas, los árboles, el mar; habitaban de manera espontánea los kami, y se convertiría en la base de la fe Shintō. Al formalizarse esta religión, se comenzó a delimitar el espacio sagrado para levantar los santuarios, lugares donde se realizarían las ceremonias. Posteriormente, con la construcción del tamagaki (cercado del santuario) y la confección del shimenawa (soga sagrada del santuario), otorgaron mayor solemnidad al área del santuario; que se llamaría himorogi. Posteriormente, dentro de este espacio se comenzaría a construir edificaciones principales llamados shaden, que desplazarían la mayoría de las actividades y rituales hacia ese edificio. En la actualidad, el himorogi tiene un papel principal en la ceremonia de Jichinsai.